# Canon EOS-1Ds
Canon EOS-1Ds — первый в мире полнокадровый цифровой зеркальный фотоаппарат: по состоянию на сентябрь 2002 года единственная серийная камера с матрицей формата 24×36 мм. Является развитием репортёрской модели EOS-1D, но в большей степени ориентирован на съёмку для журналов и в условиях студии. Canon EOS-1Ds — первая модель полнокадровой профессиональной линейки, завершившейся фотоаппаратом Canon EOS-1Ds Mark III. Получил награды TIPA Best DSLR Professional 2003 и EISA Professional Digital Camera 2003-2004.

## Описание
Как и базовая модель, предназначенная для фотожурналистов, EOS-1Ds основан на конструкции последнего плёночного фотоаппарата Canon EOS-1V с 45-точечным датчиком фазового автофокуса. Корпус из магниевого сплава имеет такую же пылевлагозащищённую конструкцию, внешне не отличаясь от EOS-1D. Жёстковстроенная пентапризма отображает 100% поля зрения. Фокальный затвор с вертикальным движением металлических ламелей отрабатывает выдержки в диапазоне от 1/8000 до 30 секунд при синхронизации до 1/250 и обеспечивает ресурс не менее 150000 срабатываний. Согласованные вспышки дополнительно поддерживают синхронизацию на сверхкоротких выдержках за счёт «растянутого» импульса. 
Главное достоинство фотоаппарата — одна из самых совершенных на момент выпуска КМОП-матрица с двухканальным считыванием данных и размером ячейки всего 8,8×8,8 микрометров.
Эффективное разрешение составляет 11,1 мегапикселей, позволяя получать снимки размером 4064×2704 в форматах JPEG и RAW. При этом возможна съёмка серией до 10 кадров с частотой 3 кадра в секунду. Благодаря таким параметрам, качество изображения стало сопоставимым с плёночным негативом, сосканированным с разрешением 2700 dpi, впервые позволяя фотоаппарату конкурировать со среднеформатными цифровыми задниками, в большинстве малопригодными для съёмки вне студии. 
Для просмотра снимков, как и в первой модели, используется двухдюймовый жидкокристаллический дисплей, впервые получивший дополнительную возможность десятикратного увеличения изображения. Все остальные характеристики фотоаппарата ничем не отличаются от модели EOS-1D. Высокоскоростная связь с компьютером обеспечивается интерфейсом IEEE 1394, а единственный слот принимает карты памяти Compact Flash тип I или II. Для карт ёмкостью более 2 гигабайт используется файловая система FAT32. Каждый снимок может быть дополнен звуковой аннотацией формата WAV при помощи встроенного микрофона.

## Совместимость
EOS-1Ds совместим со всей оптикой стандарта Canon EF и фотовспышками серии Speedlite EX, поддерживающими технологию E-TTL. При этом поле зрения объективов не отличается от получаемого на малоформатной фотоплёнке, а кроп-фактор равен единице. Вспышки более ранних серий Speedlite EZ работоспособны только в ручном режиме, поскольку работают по устаревшим принципам A-TTL с измерением света, отражённого от плёнки.